# 2. ŽNL Vukovarsko-srijemska NS Vinkovci 2015./16.
2. ŽNL Vukovarsko-srijemska Nogometnog središta Vinkovci je pretposljednji (odnosno šesti) stupanj natjecanja. Prvak lige stječe pravo nastupa u sljedećoj sezoni igra u 1. ŽNL, dok posljednje plasirani (ili posljednja 2 ili 3, ovisno od toga koliko klubova iz kog nogometnog središta ispadne iz 1. ŽNL) ispada u 3. ŽNL Vukovarsko-srijemska NS Vinkovci.
Prvenstvo i plasman u viši rang je osvojila NK Mladost Privlaka, dok je iz lige ispao NK Hrvatski sokol Mirkovci.

## Tablica
| Mj. | Klub                               | Sus. | Pobj. | Ner. | Por. | GR.    | Bod.       |
| --- | ---------------------------------- | ---- | ----- | ---- | ---- | ------ | ---------- |
| 1.  | NK Mladost Privlaka                | 26   | 22    | 1    | 3    | 76:18  | 67         |
| 2.  | HNK Frankopan Rokovci-Andrijaševci | 26   | 16    | 5    | 5    | 64:27  | 53         |
| 3.  | NK Šokadija Stari Mikanovci        | 26   | 14    | 5    | 7    | 50:31  | 47         |
| 4.  | NK Borinci Jarmina                 | 26   | 12    | 7    | 7    | 47:30  | 43         |
| 5.  | HNK Vinkovci                       | 26   | 14    | 2    | 10   | 59:48  | 43 (-1) ↓1 |
| 6.  | NK Meteor Slakovci                 | 26   | 13    | 4    | 9    | 43:34  | 43         |
| 7.  | NK Slavonac Prkovci                | 26   | 12    | 3    | 11   | 57:51  | 39         |
| 8.  | NK Borac Retkovci                  | 26   | 12    | 2    | 12   | 47:40  | 38         |
| 9.  | NK Mladost Cerić                   | 26   | 11    | 4    | 11   | 46:37  | 37         |
| 10. | NK Lovor Nijemci                   | 26   | 10    | 5    | 11   | 47:39  | 35         |
| 11. | NK Sloga Novi Mikanovci            | 26   | 8     | 5    | 13   | 43:44  | 29         |
| 12. | NK Croatia Novi Jankovci           | 26   | 7     | 6    | 13   | 38:45  | 27         |
| 13. | NK Đezelem Korođ                   | 26   | 3     | 3    | 20   | 33:99  | 12         |
| 14. | NK Hrvatski sokol Mirkovci         | 26   | 1     | 2    | 23   | 27:134 | 5          |

## Rezultati
| NK Mladost Privlaka - NK Šokadija Stari Mikanovci 1:0 HNK Frankopan Rokovci-Andrijaševci - NK Lovor Nijemci 2:2 NK Đezelem Korođ - NK Slavonac Prkovci 2:6 NK Sloga Novi Mikanovci - NK Meteor Slakovci 4:2 NK Borac Retkovci - NK Mladost Cerić 3:0 NK Croatia Novi Jankovci - NK Hrvatski sokol Mirkovci 6:1 NK Borinci Jarmina - HNK Vinkovci 5:0 | NK Borinci Jarmina - NK Croatia Novi Jankovci 3:0 NK Hrvatski sokol Mirkovci - NK Borac Retkovci 1:5 NK Mladost Cerić - NK Sloga Novi Mikanovci 1:2 NK Meteor Slakovci - NK Đezelem Korođ 3:1 NK Slavonac Prkovci - HNK Frankopan Rokovci-Andrijaševci 2:3 NK Lovor Nijemci - NK Mladost Privlaka 1:2 HNK Vinkovci - NK Šokadija Stari Mikanovci 4:0 | NK Borac Retkovci - NK Borinci Jarmina 0:3 NK Sloga Novi Mikanovci - NK Hrvatski sokol Mirkovci 3:0 NK Đezelem Korođ - NK Mladost Cerić 2:6 HNK Frankopan Rokovci-Andrijaševci - NK Meteor Slakovci 3:0 NK Mladost Privlaka - NK Slavonac Prkovci 4:1 NK Šokadija Stari Mikanovci - NK Lovor Nijemci 3:1 NK Croatia Novi Jankovci - HNK Vinkovci 1:2  |
| NK Borinci Jarmina - NK Sloga Novi Mikanovci 1:1 NK Croatia Novi Jankovci - NK Borac Retkovci 1:0 NK Hrvatski sokol Mirkovci - NK Đezelem Korođ 4:3 NK Mladost Cerić - HNK Frankopan Rokovci-Andrijaševci 1:2 NK Meteor Slakovci - NK Mladost Privlaka 1:2 NK Slavonac Prkovci - NK Šokadija Stari Mikanovci 1:1 NK Lovor Nijemci - HNK Vinkovci 0:3 | NK Đezelem Korođ - NK Borinci Jarmina 0:2 NK Sloga Novi Mikanovci - NK Croatia Novi Jankovci 2:0 HNK Frankopan Rokovci-Andrijaševci - NK Hrvatski sokol Mirkovci 9:0 NK Mladost Privlaka - NK Mladost Cerić 4:1 NK Šokadija Stari Mikanovci - NK Meteor Slakovci 1:0 NK Lovor Nijemci - NK Slavonac Prkovci 3:2 NK Borac Retkovci - HNK Vinkovci 3:1 | NK Borinci Jarmina - HNK Frankopan Rokovci-Andrijaševci 1:2 NK Croatia Novi Jankovci - NK Đezelem Korođ 6:2 NK Borac Retkovci - NK Sloga Novi Mikanovci 1:0 NK Hrvatski sokol Mirkovci - NK Mladost Privlaka 1:8 NK Mladost Cerić - NK Šokadija Stari Mikanovci 2:0 NK Meteor Slakovci - NK Lovor Nijemci 1:1 HNK Vinkovci - NK Slavonac Prkovci 4:1  |
| NK Mladost Privlaka - NK Borinci Jarmina 3:0 HNK Frankopan Rokovci-Andrijaševci - NK Croatia Novi Jankovci 0:0 NK Đezelem Korođ - NK Borac Retkovci 2:2 NK Šokadija Stari Mikanovci - NK Hrvatski sokol Mirkovci 4:0 NK Lovor Nijemci - NK Mladost Cerić 1:0 NK Slavonac Prkovci - NK Meteor Slakovci 2:1 NK Sloga Novi Mikanovci - HNK Vinkovci 1:2 | NK Borinci Jarmina - NK Šokadija Stari Mikanovci 4:1 NK Mladost Privlaka - NK Croatia Novi Jankovci 4:1 NK Borac Retkovci - HNK Frankopan Rokovci-Andrijaševci 2:1 NK Sloga Novi Mikanovci - NK Đezelem Korođ 4:1 NK Hrvatski sokol Mirkovci - NK Lovor Nijemci 0:6 NK Mladost Cerić - NK Slavonac Prkovci 2:1 HNK Vinkovci - NK Meteor Slakovci 2:0 | NK Lovor Nijemci - NK Borinci Jarmina 0:1 NK Šokadija Stari Mikanovci - NK Croatia Novi Jankovci 2:2 NK Mladost Privlaka - NK Borac Retkovci 1:0 HNK Frankopan Rokovci-Andrijaševci - NK Sloga Novi Mikanovci 2:1 NK Slavonac Prkovci - NK Hrvatski sokol Mirkovci 7:0 NK Meteor Slakovci - NK Mladost Cerić 2:1 NK Đezelem Korođ - HNK Vinkovci 1:4  |
| NK Borinci Jarmina - NK Slavonac Prkovci 2:1 NK Croatia Novi Jankovci - NK Lovor Nijemci 2:1 NK Borac Retkovci - NK Šokadija Stari Mikanovci 1:0 NK Sloga Novi Mikanovci - NK Mladost Privlaka 2:1 NK Đezelem Korođ - HNK Frankopan Rokovci-Andrijaševci 1:3 NK Hrvatski sokol Mirkovci - NK Meteor Slakovci 2:8 HNK Vinkovci - NK Mladost Cerić 1:1 | NK Meteor Slakovci - NK Borinci Jarmina 1:0 NK Slavonac Prkovci - NK Croatia Novi Jankovci 1:1 NK Lovor Nijemci - NK Borac Retkovci 3:0 NK Šokadija Stari Mikanovci - NK Sloga Novi Mikanovci 1:0 NK Mladost Privlaka - NK Đezelem Korođ 4:0 NK Mladost Cerić - NK Hrvatski sokol Mirkovci 7:1 HNK Frankopan Rokovci-Andrijaševci - HNK Vinkovci 1:2 | NK Borinci Jarmina - NK Mladost Cerić 1:1 NK Croatia Novi Jankovci - NK Meteor Slakovci 4:0 NK Borac Retkovci - NK Slavonac Prkovci 0:1 NK Sloga Novi Mikanovci - NK Lovor Nijemci 3:3 NK Đezelem Korođ - NK Šokadija Stari Mikanovci 0:2 HNK Frankopan Rokovci-Andrijaševci - NK Mladost Privlaka 1:0 HNK Vinkovci - NK Hrvatski sokol Mirkovci 11:0 |
| NK Hrvatski sokol Mirkovci - NK Borinci Jarmina 0:5 NK Mladost Cerić - NK Croatia Novi Jankovci 4:0 NK Meteor Slakovci - NK Borac Retkovci 3:1 NK Slavonac Prkovci - NK Sloga Novi Mikanovci 2:1 NK Lovor Nijemci - NK Đezelem Korođ 4:0 NK Šokadija Stari Mikanovci - HNK Frankopan Rokovci-Andrijaševci 3:3 NK Mladost Privlaka - HNK Vinkovci 5:1 | NK Šokadija Stari Mikanovci - NK Mladost Privlaka 0:1 NK Lovor Nijemci - HNK Frankopan Rokovci-Andrijaševci 3:1 NK Slavonac Prkovci - NK Đezelem Korođ 4:1 NK Meteor Slakovci - NK Sloga Novi Mikanovci 1:0 NK Mladost Cerić - NK Borac Retkovci 1:1 NK Hrvatski sokol Mirkovci - NK Croatia Novi Jankovci 2:6 HNK Vinkovci - NK Borinci Jarmina 0:2 | NK Croatia Novi Jankovci - NK Borinci Jarmina 1:1 NK Borac Retkovci - NK Hrvatski sokol Mirkovci 5:2 NK Sloga Novi Mikanovci - NK Mladost Cerić 2:5 NK Đezelem Korođ - NK Meteor Slakovci 1:3 HNK Frankopan Rokovci-Andrijaševci - NK Slavonac Prkovci 2:0 NK Mladost Privlaka - NK Lovor Nijemci 2:0 NK Šokadija Stari Mikanovci - HNK Vinkovci 4:0  |
| NK Borinci Jarmina - NK Borac Retkovci 2:0 NK Hrvatski sokol Mirkovci - NK Sloga Novi Mikanovci 1:2 NK Mladost Cerić - NK Đezelem Korođ 3:1 NK Meteor Slakovci - HNK Frankopan Rokovci-Andrijaševci 2:1 NK Slavonac Prkovci - NK Mladost Privlaka 0:2 NK Lovor Nijemci - NK Šokadija Stari Mikanovci 0:1 HNK Vinkovci - NK Croatia Novi Jankovci 3:0 | NK Sloga Novi Mikanovci - NK Borinci Jarmina 0:0 NK Borac Retkovci - NK Croatia Novi Jankovci 3:0 NK Đezelem Korođ - NK Hrvatski sokol Mirkovci 2:2 HNK Frankopan Rokovci-Andrijaševci - NK Mladost Cerić 2:0 NK Mladost Privlaka - NK Meteor Slakovci 1:0 NK Šokadija Stari Mikanovci - NK Slavonac Prkovci 3:2 HNK Vinkovci - NK Lovor Nijemci 1:4 | NK Borinci Jarmina - NK Đezelem Korođ 2:3 NK Croatia Novi Jankovci - NK Sloga Novi Mikanovci 1:0 NK Hrvatski sokol Mirkovci - HNK Frankopan Rokovci-Andrijaševci 0:4 NK Mladost Cerić - NK Mladost Privlaka 1:0 NK Meteor Slakovci - NK Šokadija Stari Mikanovci 1:0 NK Slavonac Prkovci - NK Lovor Nijemci 4:2 HNK Vinkovci - NK Borac Retkovci 0:4  |
| HNK Frankopan Rokovci-Andrijaševci - NK Borinci Jarmina 4:0 NK Đezelem Korođ - NK Croatia Novi Jankovci 1:0 NK Sloga Novi Mikanovci - NK Borac Retkovci 7:0 NK Mladost Privlaka - NK Hrvatski sokol Mirkovci 9:1 NK Šokadija Stari Mikanovci - NK Mladost Cerić 4:0 NK Lovor Nijemci - NK Meteor Slakovci 0:0 NK Slavonac Prkovci - HNK Vinkovci 2:1 | NK Borinci Jarmina - NK Mladost Privlaka 0:3 NK Croatia Novi Jankovci - HNK Frankopan Rokovci-Andrijaševci 0:1 NK Borac Retkovci - NK Đezelem Korođ 9:0 NK Hrvatski sokol Mirkovci - NK Šokadija Stari Mikanovci 2:2 NK Mladost Cerić - NK Lovor Nijemci 1:0 NK Meteor Slakovci - NK Slavonac Prkovci 3:0 HNK Vinkovci - NK Sloga Novi Mikanovci 2:1 | NK Šokadija Stari Mikanovci - NK Borinci Jarmina 5:1 NK Croatia Novi Jankovci - NK Mladost Privlaka 2:3 HNK Frankopan Rokovci-Andrijaševci - NK Borac Retkovci 1:0 NK Đezelem Korođ - NK Sloga Novi Mikanovci 2:2 NK Lovor Nijemci - NK Hrvatski sokol Mirkovci 2:1 NK Slavonac Prkovci - NK Mladost Cerić 3:1 NK Meteor Slakovci - HNK Vinkovci 3:3  |
| NK Borinci Jarmina - NK Lovor Nijemci 2:2 NK Croatia Novi Jankovci - NK Šokadija Stari Mikanovci 0:0 NK Borac Retkovci - NK Mladost Privlaka 1:2 NK Sloga Novi Mikanovci - HNK Frankopan Rokovci-Andrijaševci 1:1 NK Hrvatski sokol Mirkovci - NK Slavonac Prkovci 2:4 NK Mladost Cerić - NK Meteor Slakovci 0:1 HNK Vinkovci - NK Đezelem Korođ 3:1 | NK Slavonac Prkovci - NK Borinci Jarmina 1:5 NK Lovor Nijemci - NK Croatia Novi Jankovci 2:1 NK Šokadija Stari Mikanovci - NK Borac Retkovci 3:1 NK Mladost Privlaka - NK Sloga Novi Mikanovci 6:0 HNK Frankopan Rokovci-Andrijaševci - NK Đezelem Korođ 9:0 NK Meteor Slakovci - NK Hrvatski sokol Mirkovci 3:1 NK Mladost Cerić - HNK Vinkovci 0:2 | NK Borinci Jarmina - NK Meteor Slakovci 0:0 NK Croatia Novi Jankovci - NK Slavonac Prkovci 2:2 NK Borac Retkovci - NK Lovor Nijemci 2:1 NK Sloga Novi Mikanovci - NK Šokadija Stari Mikanovci 1:2 NK Đezelem Korođ - NK Mladost Privlaka 1:4 NK Hrvatski sokol Mirkovci - NK Mladost Cerić 0:5 HNK Vinkovci - HNK Frankopan Rokovci-Andrijaševci 2:3  |
| NK Mladost Cerić - NK Borinci Jarmina 1:1 NK Meteor Slakovci - NK Croatia Novi Jankovci 4:1 NK Slavonac Prkovci - NK Borac Retkovci 4:1 NK Lovor Nijemci - NK Sloga Novi Mikanovci 3:1 NK Šokadija Stari Mikanovci - NK Đezelem Korođ 6:2 NK Mladost Privlaka - HNK Frankopan Rokovci-Andrijaševci 2:2 NK Hrvatski sokol Mirkovci - HNK Vinkovci 3:5 | NK Borinci Jarmina - NK Hrvatski sokol Mirkovci 3:0 NK Croatia Novi Jankovci - NK Mladost Cerić 0:1 NK Borac Retkovci - NK Meteor Slakovci 2:0 NK Sloga Novi Mikanovci - NK Slavonac Prkovci 2:3 NK Đezelem Korođ - NK Lovor Nijemci 3:2 HNK Frankopan Rokovci-Andrijaševci - NK Šokadija Stari Mikanovci 1:2 HNK Vinkovci - NK Mladost Privlaka 0:2 | |